# 105675 Kamiukena
105675 Kamiukena è un asteroide della fascia principale. Scoperto nel 2000, presenta un'orbita caratterizzata da un semiasse maggiore pari a 2,8626424 UA e da un'eccentricità di 0,0489641, inclinata di 1,99645° rispetto all'eclittica.